# Albert Oliver
Albert Oliver Campos (Terrassa, 4 giugno 1978) è un allenatore di pallacanestro ed ex cestista spagnolo.

## Palmarès

### Club
- Supercoppa spagnola: 1

Gran Canaria: 2016